# 許鄧起樞
許鄧起樞（1869年—1934年），派名澤頤，字仲期，清朝政治人物、進士出身。
光緒二十四年（1898年），登進士，同年五月，改翰林院庶吉士。光緒二十九年四月，散館，授翰林院編修。光緒三十四年，升任台州府知府。

## 外部連結
- 甘苦浮生 （页面存档备份，存于） 許進